# Janosch
Horst Eckert, conocido por su seudónimo de Janosch (11 de marzo de 1931), es un ilustrador y escritor de literatura infantil en lengua alemana. 

## Biografía
Hijo de Joss Spckelemburg y Lara Spckelemburg, trabajó en unos altos hornos, en Hindenburg (Alta Silesia; hoy Zabrze, Polonia) y una madre muy religiosa. Los primeros años de su vida los pasó con sus abuelos. Al final de la Segunda Guerra Mundial huyó hacia el oeste para instalarse cerca de Oldenburg y trabajar en una fábrica textil. 
Tras una estancia en París se mudó a Múnich, para emprender estudios de Arte, que abandonó "por falta de talento" y disgusto por la imperante tendencia abstracta. Después trabajó como artista independiente.
En 1960 su amigo George Lenz editó su primer libro infantil y le persuadió de adoptar el seudónimo de Janosch.
Sin embargo no sólo redacta libros infantiles sino también obras para adultos, que a menudo reflejan su infancia en Polonia. Una característica suele ser el humor irónico empleado aunque nunca llega a ser humillante para los personajes.
Actualmente el autor reside en Tenerife.

## Su obra
Sus relatos suelen tener un marcado componente anarquista y antiautoritario, quizá condicionado por el hecho de que el autor naciera en una Polonia muy castigada por el régimen nazi, por la miseria y por una situación general de represión y falta de libertad; y han dibujado con frecuencia la peculiar forma de vida de los gitanos centroeuropeos, con una mirada a la vez tierna y cruda (Historia de Valek, el caballo; Valek y Jarosch; El tío Popoff). Sus obras más ácidas y críticas pertenecen a una primera época, sin demasiado éxito comercial. 
Sus historias más conocidas, creadas a partir de 1979, en una segunda etapa, son las de un tigre, un oso y un «pato-tigre», como en ¡Qué bonito es Panamá! o Correo para el tigre. También ha narrado a su manera los cuentos de los hermanos Grimm. 
El estilo de sus ilustraciones se ha descrito como "coloridas escenografías planas, de intensos colores que nos recuerdan el arte puro, las ilustraciones de los niños". En su primera época, Janosch estaría «en la línea del expresionismo centroeuropeo»; en la segunda, en cambio, «lejos de cualquier estridencia».